# 无量观
无量观，又名无梁观、老观，位于辽宁省鞍山市千山景区，是一座道教宫观，现为全真道十方丛林。

## 历史
无量观位于鞍山市东南10公里的千山北沟，又名无梁观，传说是因最初兴建时无梁而得名。
千山原为佛教名山，直至清朝中期，道教才传入千山。清康熙五年（1666年），道教全真道龙门派第八代弟子郭守真的弟子刘太琳及王太祥奉师命传教，寓居千山祖越寺罗汉洞，后建立无量观。据石碑记载：“历十余载辛苦备尝励志梵修正已化人，至康熙十七年（1678年）刘修无量观。此乃本观开山肇基之始也。”后人在洞旁依山建观，屡加修缮。过去有“九宫”、“八观”、“十三茅庵”的说法，无量观在其中最知名。

## 传说
关于无量观的建立传说有二，数百年来僧道俗众各执一词，真伪不辨。

### 释道同源
据《千山圣境·无量观》一书记载（该书由无量观监院、鞍山市道教协会会长王崇道主编，详细记述了刘太琳创建无量观的历史渊源），刘太琳最初长居祖越寺罗汉洞，在创建道观过程中得到了祖越寺的鼎力支持。其同门俗家师弟、时任盛京将军扎库塔·乌库礼在灵山（今鞍山市立山区灵山街道）购置良田四十余顷，作为道观的供养之资。为报答祖越寺僧众在其创建宫观期间给予的帮助，刘太琳将这四十余顷良田赠予祖越寺。祖越寺起初婉拒，终因盛情难却而接受，并以此为基础建设了下院灵山寺。鉴于罗汉洞原属佛教所有，祖越寺将其赠予无量观。为纪念这段佛道交融的殊胜因缘，刘太琳亲笔题写"释道同源"四字，至今仍镌刻于罗汉洞南门之上，成为千山佛道和谐共处的历史见证，传为佳话。

### 佛老争锋
学者梁骥提到“在无量观建设过程中，刘太琳及以后道士开始有意识地采取了去除祖越寺痕迹的行为。《鞍山碑志》中载华察、薛廷宠于嘉靖十八年(1539)三月十九日游祖越寺罗汉洞的刻石一片。其文曰:“翰林院侍读锡山华察、工科给事中福清薛廷宠奉使朝鲜，偕巡按辽东监察御史洛阳乔佑来游祖越寺罗汉洞。嘉靖十八年三月十九日，同游都指挥使刘大章、徐府谨识。”此碑原嵌于今无量观罗汉洞口石壁，后被撬起埋于地下。1997年重修无量观观音殿时，在殿内挖出。”
在祖越寺正门东侧通往无量观的山梁上，现存一块名为"太极石"的巨石，其独特之处在于"太极石"三字摩崖石刻呈倒书状。据碑文记载，该石在明代至清代康熙年间原本位于无量观罗汉洞洞口附近。学者推测，其位置变迁可能与山洪导致的巨石滚落有关。然而，根据陈国山、马连明的研究，在道教建立无量观后，祖越寺与无量观因庙产问题屡生争端，甚至引发僧道械斗。据传在道光二年（1822年）六月的一个风雨之夜，无量观道士为扩张地界，试图将祖越寺僧人彻底驱逐，遂集结观中道士之力，欲将此石推下山冈以毁坏祖越寺。然而巨石并未如预期滚落，仅翻转一周，致使石刻文字倒悬，这一奇特现象被后人视为天意。

## 建筑
无量观是北上一线天、天外天通往五佛顶的必经之地。无量观依山而建，主要建筑有老君殿、三官殿、慈航殿，以及“一阁”（指西阁）、“一堂”、“一楼”、“二洞”、“三塔”、“一台”（指聚仙台）。主要景点有：
- 南天门（山门）：硬山式，砖木结构。石雕门枕上面雕有一对小石狮。门上方悬“无量观”三字匾额。门两侧挂有篆书对联：“灵谷空青元鹤起舞，仙华隐秀天赖齐鸣”。
- 东阁：为钟楼。
- 西阁：为鼓楼。西阁内有慈航殿，中供慈航真人，两旁配祀眼光娘娘、送子娘娘。西阁以南有钟楼、南天门。
- 老君殿：位于玉皇阁的大岩石旁边。创建于清朝康熙初年，嘉庆、道光、同治年间分别修缮。殿门上悬“道教之家”四字匾额。殿内供奉三清像，两侧墙壁上绘有老子过函谷关、孔子问礼于老子两幅壁画。
- 三官殿：位于老君殿的右下方，是无量观最大的殿堂。创建于清朝道光二十六年（1847年）。殿脊雕着六条盘龙。殿内供奉三官大帝。三官大帝前面有护法神王灵官及护坛土地，东侧是八仙过海，西侧是王母娘娘，左右两侧墙壁上绘有尧王访舜、大禹治水两幅壁画。
- 罗汉洞：位于西阁后面。康熙初年，本溪铁刹山全真龙门派第八代祖师郭守真的徒弟刘太琳、王太祥二人来到千山，在罗汉洞内修真。当时洞内有十八罗汉塑像，刘太琳增塑真武大帝像，且在洞外刻“释道同源”四个大字。刘太琳、王太祥二人被尊为无量观开山祖师。
- 斋堂：始建于清朝道光二十六年（1846年）。硬山式，砖木结构。面阔五间，前面带回廊。南有配房二间，东有配房三间。斋堂柱枋之间嵌着燕尾木雕，施有彩绘。西山墙上开有一个小券门通到回廊，门券上刻“抱元守一”四字。
- 聚仙台：位于无量观山门前下方山腰，是一块黑色的大石头，上为石台，台上有石桌、石墩，台四周环绕石栏板及望柱。相传古时常有仙人羽客栖集此台，故得名。台东有八仙塔、祖师塔、葛公塔。
- 八仙塔：建于清朝康熙初年，是盛京将军乌库礼为其道兄刘太琳静坐修真而建。因塔四周有砖刻八仙浮雕而得名。
- 祖师塔：无量观开山祖师刘太琳羽化后的墓塔。
- 葛公塔：张学良为东北道教领袖葛月潭所建。
- 玉皇阁:建在一块直立的大岩石的顶部，是本观最高的建筑，也是本观最早的建筑。玉皇阁不用一根木料，全用砖瓦建成，故名无梁观。后又衍为无量观。玉皇阁内供奉玉皇大帝像。
- 振衣岗、拜斗台：从山门沿着石级上至西峰，峰顶有石台“振衣岗”。振衣岗北的山峰，古称“拜斗台”，过去是无量观道士拜北斗之处。
- 伴云庵：又名遁颐庵，位于半山腰，是个幽静的小院。依山建有小屋一面，院内有一眼水井，一株松树。山门外的石额上刻有“遁颐庵”。伴云庵是道士修身之处。据考证，该庵是清朝咸丰年间慈祥道人所建。
- “毛主席万岁”刻字：位于将军峰上，刻有“毛主席万岁”五个大字。据史料记载，1895年中日甲午战争结束后，一位黑龙江将军在将军峰刻下“攻凤攻海，功亏一篑”八字。满洲国时期，日本人将这八字铲平后刻上“日满一德一心”六字。中华人民共和国成立后，1952年铲掉原字，刻上“毛主席万岁”五字。
- 万年松
- 正直松
- 石龛松[1][2]

无量观景区内的景点还有：夹扁石、一步登天、天上天、木鱼石、一线天、八步紧等等。